# Klaas Bruinsma
Klaas Bruinsma (Amsterdam, 6 ottobre 1953 – Amsterdam, 27 giugno 1991) è stato un criminale olandese barone della droga e capo del primo gruppo criminale organizzato olandese.
Era conosciuto come "De Lange" (il lungo) e "De Dominee" (Il pastore), a causa dell'abitudine di vestire di nero e per la sua prolissità.

## Biografia

### Giovinezza
Klaas nacque ad Amsterdam da Anton Bruinsma, imprenditore olandese e fondatore dell'azienda di bibite Raak Soda Company, e dalla sua terza moglie, inglese, E. Kelly. Il piccolo Klaas, secondogenito, visse i primi anni di vita nel quartiere di Amsterdam Oud-Zuid, frequentando la scuola materna "de Blauwe Reiger" (L'airone blu) e successivamente la scuola primaria "Sparta School". Il padre, secondo le dichiarazioni dello psichiatra di Bruinsma, era un genitore e un marito violento, severo soprattutto con Klaas, poiché nutriva verso il figlio maggiori aspettative. Alla fine degli anni cinquanta Anton divorziò dalla moglie, la quale tornò nella città natale; dopo il divorzio dei genitori Bruinsma e i suoi tre fratelli furono cresciuti dalla governante Fokje, divenuta successivamente la nuova compagna del padre, alla quale Klaas si affezionò molto. Nel 1964, si trasferirono in una villa a Blaricum.
Durante il liceo Bruinsma cominciò a far uso di sostanze stupefacenti e iniziò a vendere hashish; nel 1970, a sedici anni, avvenne il primo arresto con conseguente ammonimento scolastico; uscì con una diffida e si trasferì dalla madre, cambiando di conseguenza istituto scolastico. Anche qui Bruinsma continuò il suo commercio di hashish che, unito ad una condotta non appropriata, gli costò nel 1974 l'espulsione definitiva. L'evento lo spinse a lasciare la casa materna per trasferirsi in un appartamento ad Amsterdam, dedicandosi completamente al traffico illegale di droga e iniziando una collaborazione sempre più stretta con la sua fornitrice Thea Moear, sua futura socia d'affari. Allargò lo spaccio a locali e coffee shop, fino a che, nel 1976, non venne arrestato durante uno scambio di 100 chili di droga; venne condannato a sei mesi di carcere, di cui tre in libertà vigilata.

### Età adulta
Scontata la pena Klaas cambiò la propria identità, diventando Frans "Lange Frans" van Arkel e riprese a lavorare insieme a Thea Moear, che nel frattempo aveva lasciato il marito Hugo Ferrol. Col tempo allargarono il giro d'affari, assumendo nuovi dipendenti e unendosi nel 1978 al paramaribense Etienne Urka.
Nel 1979 venne intercettato un carico di 1500 kg di hashish proveniente dal Pakistan, che procurò il secondo arresto per Bruinsma; venne condannato a 18 mesi di carcere, pena successivamente ridotta a 12 mesi. Quando uscì dal carcere riprese a lavorare associandosi all'inglese Roy Adkins. Negli anni ottanta i rapporti con Hugo Ferrol, suo concorrente in affari nonché ex-marito di Thea Moear, degenerarono: Ferrol assoldò sicari nel tentativo di assassinare Klaas; il primo tentato omicidio avvenne nel luglio 1978, affidato al sicario indiano Henkie Soetarno, che però fallì. Nel 1982 furono invece assoldati la guardia del corpo personale di Klaas, Andre Brilleman, e lo jugoslavo Alessandro Marianovic, ma questi si misero d'accordo con Ferrol per simularne la morte; scoperti, Marianovic venne fatte uccidere subito da Bruinsma, mentre Brilleman fu assassinato tre anni dopo. Ferrol venne successivamente arrestato e, una volta scontata la pena, emigrò in America. Comunque ciò che gli diede maggior fama e rispetto fra i criminali, fu lo scontro con Pietje Pieterse: questi era un ex-membro dell'organizzazione, colpevole di aver rubato seicento chili di marijuana. Quando venne scoperto tese un'imboscata all'ex-capo, invitandolo nel proprio appartamento, dove lo attendevano altri tre uomini. La sparatoria che ne scaturì vide feriti Pieterse all'anca, un uomo alla testa e un terzo ucciso; anche Bruinsma venne colpito tre volte. Rimase celebre la frase che disse quando fu portato via in barella "Cristo santo Piet, coma fai ad avere sempre tanto casino nel tuo appartamento?!". Klaas venne condannato il 19 dicembre 1984 a cinque anni, ridotti poi a tre anni. Sui tre sopravvissuti venne posta delle taglie fino a 600.000 dollari per la morte di Pieterse; uno venne ucciso, gli altri due scapparono in America e in Svizzera. Durante il periodo di detenzione, Bruinsma ricevette la visita del padre, malato di cancro; morì poco tempo dopo, il 30 aprile 1985. Quando Uscì dal carcere iniziò ad abitare con una decina di guardie del corpo in camere di albergo, prima L'Okura Hotel, poi nel prestigioso Amsterdam Amstel Hotel. nel frattempo Thea Moear si era ritirata, e il suo posto venne occupato da Urka.

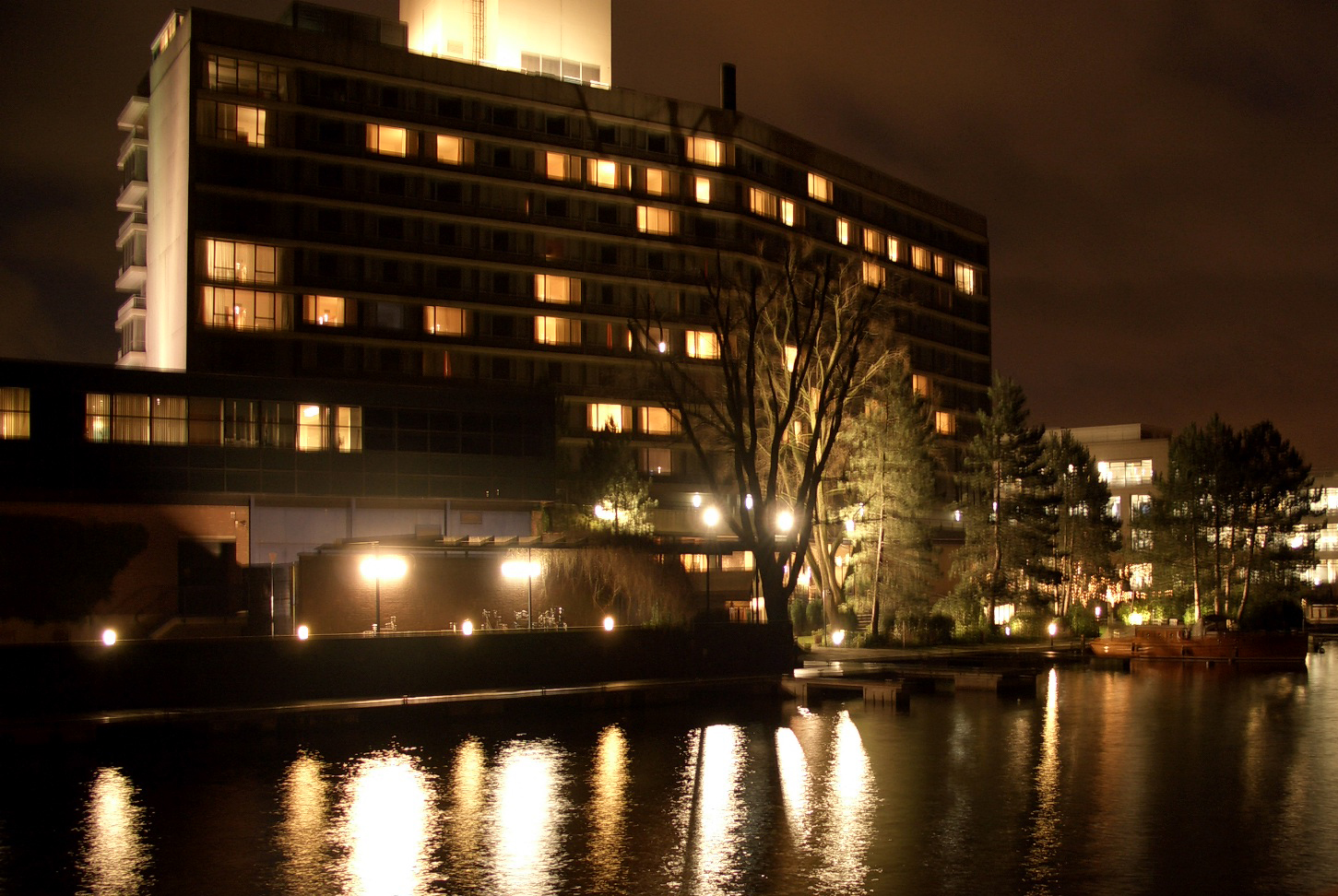
l'hotel Hilton Amsterdam, presso il quale morì

Alla fine degli anni ottanta, Bruinsma era a capo del più grande impero della droga d'Europa, con un giro d'affari di vari milioni di fiorini al giorno. Prima di ritirarsi decise di mettere a segno un ultimo grande colpo; importò in Olanda 46 tonnellate di hashish, per un valore di 400 milioni di fiorini (circa 250 milioni di dollari), e nascose il carico in un deposito. Il deposito con l'intero carico venne scoperto e sequestrato il 24 febbraio 1990. Da quel momento Bruinsma cadde in depressione, cominciò ad abusare di cocaina e a frequentare prostitute eroinomani, tenendo atteggiamenti spavaldi, minacciosi e paranoici. Proprio a causa di questi stati d'animo perse rapidamente il rispetto e il potere: la comunità criminale olandese cominciò a contrastarlo, perse il supporto della sua organizzazione; la polizia, il fisco e le commissioni investigative cominciarono ad indagare su di lui. Nel 1990 ebbe uno scontro a fuoco con il socio Roy Adkins nel bordello di lusso Yab Yum; nel settembre dello stesso anno, Adkins venne ucciso in un bar: sebbene non ci siano prove, è probabile che l'omicida fosse lo stesso Bruinsma, alterato da alcol, droga e un alterato stato di coscienza. Il pastore, sempre più annebbiato e abbandonato a se stesso, fu gradatamente destituito in favore di Etienne Urka che assunse il ruolo di capo dell'organizzazione. La notte del 27 giugno 1991 Bruinsma passò la serata con membri della criminalità olandese, tra cui Martin Hoogland, ex ufficiale della polizia che era diventato sicario della mafia jugoslava ad Amsterdam. Alla fine della serata, verso le 4:00, Bruinsma venne fermato da Hoogland e altri quattro individui mentre stava per salire su un taxi e, dopo un breve diverbio verbale, venne sparato 3 volte a distanza ravvicinata: il primo colpo, sparato da una cinquantina di centimetri, prese in pieno petto il pastore, il secondo poco sotto il mento, e il terzo vicino all'orecchio destro. Klaas Bruinsma morì sul colpo, all'età di 37 anni.

## Conseguenze
Non avendo lasciato un testamento, la maggior parte dei suoi beni andarono alla madre, dopo che i fratelli rifiutarono la loro parte di eredità; la sua barca a vela, denominata Amsterdammertje, fu confiscata dalle forze dell'ordine.
Thea Moear, dopo aver abbandonato l'organizzazione criminale, si sposò con l'italiano Antonio Brusamolin e insieme si trasferirono a Panama; qui venne arrestata per traffico di droga, tornando in libertà nel 2005.
Etienne Urka passò sei anni in prigione, dal 1992 al 1998, venendo poi assolto e scarcerato nel 1999.
Sam Klepper fu assassinato nel 2000 mentre John Mieremet sopravvisse a un tentativo d'omicidio nel 2002, salvo rimanere vittima di omicidio tre anni più tardi.
Geurt Roos continuò a lavorare come guardia del corpo, alternando periodi d'incarceramento e periodi di libertà. Nel 2008 venne condannato per le accuse di minacce, percosse e sospetto omicidio.
Martin Hoogland venne condannato nel 1993 a vent'anni di carcere; nel 2003 venne ucciso con un colpo di pistola.

## L'organizzazione
Bruinsma era a capo di un'organizzazione che all'apice della sua storia, era l'impero della droga più importante d'Europa, con un giro di affari di vari milioni di fiorini al giorno. Commerciava soprattutto hashish, proveniente principalmente dal Pakistan sebbene avesse fornitori anche in Marocco, Libano e Siria. Dagli anni '80 cominciò a trattare anche eroina e cocaina. Il giro d'affari comprendeva Belgio, Germania, Francia, Scandinavia e Inghilterra (dove trattava gli affari con Roy Adkins). Varie indagini imputarono inoltre all'organizzazione una serie di attentati, rapine, rapimenti e una decina di omicidi, fra cui quelli di Alexander Marianovic, Andre Brilleman, Bennie Mulch, Robbie Koning e Ferry Koch. L'organizzazione fu coinvolta anche nel giro di affari riguardanti furti e stampa di passaporti e documenti, avvenuti tra il 1989 e il 1992.
Il quartier generale si trovava a Weteringstraat e veniva chiamato "Het Kantoor" (l'ufficio), un edificio di tre piani acquistato nel 1978 unitamente ad un altro palazzo, e pagati complessivamente circa 300.000 fiorini (circa 150 000 €).
Come impresa di facciata, e per riciclare il denaro sporco, già alla fine degli anni '70 aprirono una catena di coffee-shop chiamata "De Buggy". Lavoravano inoltre nel campo edilizio ed immobiliare, e negli ultimi anni avevano acquistato per 4 000 000 di fiorini una società che gestiva slot machine. Sembra inoltre che il bordello Yab Yum, appartenesse in parte a Bruinsma.
Nell'organizzazione erano impiegate circa duecento persone con a capo Bruinsma, che si occupava del commercio e dell'organizzazione, e Thea Moear, prima socia paritaria, progressivamente sempre meno importante, che gestiva l'aspetto finanziario. Nel 1978 si aggiunse Etienne Urka, che in seguito prese il posto di Moear quando lei si ritirò, e di Bruinsma stesso durante il suo declino. Dopo l'uscita dal carcere, avvenuta fra il 1987 e il 1988, Etienne riorganizzo l'associazione, dividendola in più settori: la divisione droga, con a capo Roy Adkins, la divisione investimenti legali, che investiva in attività lecite e impiegava consulenti fiscali per il riciclaggio, la divisione crimini violenti, che assumeva sicari in modo anonimo, la divisione pubbliche relazioni, utile per far passare inosservati i traffici illeciti, e infine la divisione gioco d'azzardo, con a capo Sam Klepper e il suo braccio destro John Mieremet. Le guardie del corpo più importanti erano il kick-boxeur Andre Brilleman, prima guardia del corpo assunta nel 1978, e il suo autista personale Geurt Roos nel 1982; piuttosto noto fu anche Charlie Da Silva, celebre per le dichiarazioni sul rapporto di amicizia fra Mabel Wisse Smit e Bruinsma. Erano impiegati inoltre spacciatori, sicari, picchiatori, esperti in elettronica e spionaggio.

## Media
- De Dominee. Opkomst en ondergang van mafiabaas Klaas Bruinsma (1992), biografia pubblicata dal giornalista del "Het Parool" Bart Middelburg.
- De Dominee (2004), film del regista olandese Gerrard Verhage basato sul libro e ispirato alla vita di Bruinsma.